# 妙探尋兇

妙探尋兇的遊戲圖版

妙探尋兇（英文原名Clue®或Cluedo®）是一款图版游戏，由英國伯明翰事務律師行文員Anthony Pratt創作。最初於1948年由Waddington Games在英國推出，亦曾由美國的Parker Brothers發行，但隨着Parker Brothers被孩之寶收購，妙探尋兇現亦由孩之寶發行。

## 簡介
遊戲背景是英國的一幢大廈，圖版是一幅房間位置平面圖。玩家扮演一個角色，也就是大廈的客人。大廈的主人黑博士（Dr. Black）被發現遭人殺害（北美版是Mr. Boddy）。 
玩家均是嫌疑犯。最先找出兇手、兇器及行兇房間的玩家便可勝出。

## 標準遊戲配件
- 說明書
- 遊戲圖版
- 六個不同顏色的棋子，代表玩家，也代表嫌疑犯
- 兇器棋子
- 卡片，代表兇器、兇手、行兇房間

|        |      |  |                   |      |                      |  |   |  |
|        | †    |  |                   | 舞廳 |                      |  | ‡ |  |
| 廚房   | 溫室 |  |                   | 舞廳 |                      |  |   |  |
|        |      |  |                   | 舞廳 |                      |  |   |  |
|        |      |  |                   |      |                      |  |   |  |
|        | 飯廳 |  | 地窖 （兇案地點） |      | Billiard Room 桌球室 |  |   |  |
|        | 飯廳 |  | 地窖 （兇案地點） |      |                      |  |   |  |
| 圖書室 | 飯廳 |  | 地窖 （兇案地點） |      |                      |  |   |  |
|        |      |  |                   |      |                      |  |   |  |
|        |      |  | 大堂              |      |                      |  |   |  |
| 休息室 | 書房 |  |                   |      |                      |  |   |  |
| ‡      | †    |  |                   |      |                      |  |   |  |
|        |      |  |                   |      |                      |  |   |  |

| 遊戲開始時，在三疊卡面向下、分別代表兇手、兇器及行兇房間的卡中，各抽一張並放入紙卡袋中，其餘卡片分發給玩家。在遊戲中最先推測到該三張牌的玩家便勝出。 棋子在圖版上移動，擲出多少點骰子就移動多少格。與大部分遊戲不同，妙探尋兇最少要3名參與者，最多6名，因為只有6枚棋子。 遊戲的目的是要用「消去法」找出兇案的內情。當玩家走到某一房間時便可以提出「假設」，例如，當他走到圖書室，他可以說：「我認為是白太太於圖書室用繩勒死黑博士。」提出的假設必須剛好有一個嫌疑犯、一件凶器和代表玩者棋子本身所在的房間。被提及的人和物件依假設放到指定的位置，即是說白色棋子會被立即移到圖書室。 其他玩家只要手上有卡代表被提及的人或物件便可推翻假設。假設提出後，按順時針方向，第一個有提及的卡的人必須將卡顯示給提出假設的玩家看，以推翻他的假設。這個過程是保密的，其他玩家不知道被顯示的是哪張卡。每個參加者每一輪只可提出一個假設。 當玩家認為確定兇案內情（即是確定了袋內的三張卡），他可以提出「指控」。該玩家提出指控後可取出袋內的三張卡。如果正確，則該玩家勝出遊戲，否則就要出局，失去再提出指控和移動棋子的權利，但仍然要將自己的卡顯示給別的玩家看。 遊戲有趣的地方是提出指控的玩家可能就是兇手本人。但遊戲不會受影響，因為遊戲的目的是要找出兇案內情。 Cluedo除了使用消去法外，也可以帶有不少心理戰和運氣成分。 - 遊戲最重要的技巧是心理戰，例如在不違反遊戲規則下，在言談舉止間，以暗示或發放假訊息誤導對手。因為假設所有遊戲參與者的邏輯推理能力都正常且一致的話，如果缺乏了心理戰技巧，則這遊戲只是個純粹靠運氣的簡單推理遊戲。 - 如果將別的棋子移到自己所在的房間，有可能會為擁有該棋子的玩者製造機會，因為這樣等於協助別人快速移動棋子。 - 相反地，如果某玩者有前往某房間的意圖，別人可以藉以上的方法將該玩者拉走，制止該玩者前往目的地。 - 如果沒有人在假設時拿出卡片，那可能表示假設者估中了一張卡、或者估中兩張卡，甚至假設者為了混淆視聽而將自己本身已經有的三張卡提出假設。 - 如果某玩者用太過簡單的消去法，每次指控都只換一類物件（例如每次都換兇器），很容易被其他玩者看出端倪，從而被其他玩者推斷看過甚麼牌。 - 如果運氣不好，擲出骰子點數過低，就不能自主進入房間來進行指控，要靠別人將自己棋子拉來拉去。 - 在美國，一些用語因遊戲的普及而產生，例如「黃上將手握燭台在桌球室」（Colonel Mustard, in the Billiard Room, with the Candlestick），情形與源自大富翁的「石澳的酒店」（hotel on Boardwalk）類似。 有批評指妙探尋兇只是個普通的邏輯推理遊戲，與Mastermind無異。 - 美國《妙探尋兇》官方網址 - 北美版妙探尋兇說明書 PDF 格式（页面存档备份，存于） - 妙探尋兇網頁 CluedoFan.com（页面存档备份，存于） 含歷史及其他遊戲介紹 - Android electron paper for game records – A simple android application to help you record the game. - Clue official website Hasbro (US site) - 50th Anniversary web site (at Archive.org) official 1999–2000 product line - Cluedofan.com— A detailed resource, including information on film & television productions - （页面存档备份，存于） at Cluedofan.com - TheArtofMurder.com（页面存档备份，存于） – A well organized and detailed site maintained by a US collector - Pete's CLUEDO fan site – A detailed site with component images from every edition of the game. - BoardGameGeek上的妙探尋兇 |

|        |      |  |                   |      |                      |  |   |  |
|        | †    |  |                   | 舞廳 |                      |  | ‡ |  |
| 廚房   | 溫室 |  |                   | 舞廳 |                      |  |   |  |
|        |      |  |                   | 舞廳 |                      |  |   |  |
|        |      |  |                   |      |                      |  |   |  |
|        | 飯廳 |  | 地窖 （兇案地點） |      | Billiard Room 桌球室 |  |   |  |
|        | 飯廳 |  | 地窖 （兇案地點） |      |                      |  |   |  |
| 圖書室 | 飯廳 |  | 地窖 （兇案地點） |      |                      |  |   |  |
|        |      |  |                   |      |                      |  |   |  |
|        |      |  | 大堂              |      |                      |  |   |  |
| 休息室 | 書房 |  |                   |      |                      |  |   |  |
| ‡      | †    |  |                   |      |                      |  |   |  |
|        |      |  |                   |      |                      |  |   |  |

| 遊戲開始時，在三疊卡面向下、分別代表兇手、兇器及行兇房間的卡中，各抽一張並放入紙卡袋中，其餘卡片分發給玩家。在遊戲中最先推測到該三張牌的玩家便勝出。 棋子在圖版上移動，擲出多少點骰子就移動多少格。與大部分遊戲不同，妙探尋兇最少要3名參與者，最多6名，因為只有6枚棋子。 遊戲的目的是要用「消去法」找出兇案的內情。當玩家走到某一房間時便可以提出「假設」，例如，當他走到圖書室，他可以說：「我認為是白太太於圖書室用繩勒死黑博士。」提出的假設必須剛好有一個嫌疑犯、一件凶器和代表玩者棋子本身所在的房間。被提及的人和物件依假設放到指定的位置，即是說白色棋子會被立即移到圖書室。 其他玩家只要手上有卡代表被提及的人或物件便可推翻假設。假設提出後，按順時針方向，第一個有提及的卡的人必須將卡顯示給提出假設的玩家看，以推翻他的假設。這個過程是保密的，其他玩家不知道被顯示的是哪張卡。每個參加者每一輪只可提出一個假設。 當玩家認為確定兇案內情（即是確定了袋內的三張卡），他可以提出「指控」。該玩家提出指控後可取出袋內的三張卡。如果正確，則該玩家勝出遊戲，否則就要出局，失去再提出指控和移動棋子的權利，但仍然要將自己的卡顯示給別的玩家看。 遊戲有趣的地方是提出指控的玩家可能就是兇手本人。但遊戲不會受影響，因為遊戲的目的是要找出兇案內情。 Cluedo除了使用消去法外，也可以帶有不少心理戰和運氣成分。 - 遊戲最重要的技巧是心理戰，例如在不違反遊戲規則下，在言談舉止間，以暗示或發放假訊息誤導對手。因為假設所有遊戲參與者的邏輯推理能力都正常且一致的話，如果缺乏了心理戰技巧，則這遊戲只是個純粹靠運氣的簡單推理遊戲。 - 如果將別的棋子移到自己所在的房間，有可能會為擁有該棋子的玩者製造機會，因為這樣等於協助別人快速移動棋子。 - 相反地，如果某玩者有前往某房間的意圖，別人可以藉以上的方法將該玩者拉走，制止該玩者前往目的地。 - 如果沒有人在假設時拿出卡片，那可能表示假設者估中了一張卡、或者估中兩張卡，甚至假設者為了混淆視聽而將自己本身已經有的三張卡提出假設。 - 如果某玩者用太過簡單的消去法，每次指控都只換一類物件（例如每次都換兇器），很容易被其他玩者看出端倪，從而被其他玩者推斷看過甚麼牌。 - 如果運氣不好，擲出骰子點數過低，就不能自主進入房間來進行指控，要靠別人將自己棋子拉來拉去。 - 在美國，一些用語因遊戲的普及而產生，例如「黃上將手握燭台在桌球室」（Colonel Mustard, in the Billiard Room, with the Candlestick），情形與源自大富翁的「石澳的酒店」（hotel on Boardwalk）類似。 有批評指妙探尋兇只是個普通的邏輯推理遊戲，與Mastermind無異。 - 美國《妙探尋兇》官方網址 - 北美版妙探尋兇說明書 PDF 格式（页面存档备份，存于） - 妙探尋兇網頁 CluedoFan.com（页面存档备份，存于） 含歷史及其他遊戲介紹 - Android electron paper for game records – A simple android application to help you record the game. - Clue official website Hasbro (US site) - 50th Anniversary web site (at Archive.org) official 1999–2000 product line - Cluedofan.com— A detailed resource, including information on film & television productions - （页面存档备份，存于） at Cluedofan.com - TheArtofMurder.com（页面存档备份，存于） – A well organized and detailed site maintained by a US collector - Pete's CLUEDO fan site – A detailed site with component images from every edition of the game. - BoardGameGeek上的妙探尋兇 |

|        |      |  |                   |      |                      |  |   |  |
|        | †    |  |                   | 舞廳 |                      |  | ‡ |  |
| 廚房   | 溫室 |  |                   | 舞廳 |                      |  |   |  |
|        |      |  |                   | 舞廳 |                      |  |   |  |
|        |      |  |                   |      |                      |  |   |  |
|        | 飯廳 |  | 地窖 （兇案地點） |      | Billiard Room 桌球室 |  |   |  |
|        | 飯廳 |  | 地窖 （兇案地點） |      |                      |  |   |  |
| 圖書室 | 飯廳 |  | 地窖 （兇案地點） |      |                      |  |   |  |
|        |      |  |                   |      |                      |  |   |  |
|        |      |  | 大堂              |      |                      |  |   |  |
| 休息室 | 書房 |  |                   |      |                      |  |   |  |
| ‡      | †    |  |                   |      |                      |  |   |  |
|        |      |  |                   |      |                      |  |   |  |

| 遊戲開始時，在三疊卡面向下、分別代表兇手、兇器及行兇房間的卡中，各抽一張並放入紙卡袋中，其餘卡片分發給玩家。在遊戲中最先推測到該三張牌的玩家便勝出。 棋子在圖版上移動，擲出多少點骰子就移動多少格。與大部分遊戲不同，妙探尋兇最少要3名參與者，最多6名，因為只有6枚棋子。 遊戲的目的是要用「消去法」找出兇案的內情。當玩家走到某一房間時便可以提出「假設」，例如，當他走到圖書室，他可以說：「我認為是白太太於圖書室用繩勒死黑博士。」提出的假設必須剛好有一個嫌疑犯、一件凶器和代表玩者棋子本身所在的房間。被提及的人和物件依假設放到指定的位置，即是說白色棋子會被立即移到圖書室。 其他玩家只要手上有卡代表被提及的人或物件便可推翻假設。假設提出後，按順時針方向，第一個有提及的卡的人必須將卡顯示給提出假設的玩家看，以推翻他的假設。這個過程是保密的，其他玩家不知道被顯示的是哪張卡。每個參加者每一輪只可提出一個假設。 當玩家認為確定兇案內情（即是確定了袋內的三張卡），他可以提出「指控」。該玩家提出指控後可取出袋內的三張卡。如果正確，則該玩家勝出遊戲，否則就要出局，失去再提出指控和移動棋子的權利，但仍然要將自己的卡顯示給別的玩家看。 遊戲有趣的地方是提出指控的玩家可能就是兇手本人。但遊戲不會受影響，因為遊戲的目的是要找出兇案內情。 Cluedo除了使用消去法外，也可以帶有不少心理戰和運氣成分。 - 遊戲最重要的技巧是心理戰，例如在不違反遊戲規則下，在言談舉止間，以暗示或發放假訊息誤導對手。因為假設所有遊戲參與者的邏輯推理能力都正常且一致的話，如果缺乏了心理戰技巧，則這遊戲只是個純粹靠運氣的簡單推理遊戲。 - 如果將別的棋子移到自己所在的房間，有可能會為擁有該棋子的玩者製造機會，因為這樣等於協助別人快速移動棋子。 - 相反地，如果某玩者有前往某房間的意圖，別人可以藉以上的方法將該玩者拉走，制止該玩者前往目的地。 - 如果沒有人在假設時拿出卡片，那可能表示假設者估中了一張卡、或者估中兩張卡，甚至假設者為了混淆視聽而將自己本身已經有的三張卡提出假設。 - 如果某玩者用太過簡單的消去法，每次指控都只換一類物件（例如每次都換兇器），很容易被其他玩者看出端倪，從而被其他玩者推斷看過甚麼牌。 - 如果運氣不好，擲出骰子點數過低，就不能自主進入房間來進行指控，要靠別人將自己棋子拉來拉去。 - 在美國，一些用語因遊戲的普及而產生，例如「黃上將手握燭台在桌球室」（Colonel Mustard, in the Billiard Room, with the Candlestick），情形與源自大富翁的「石澳的酒店」（hotel on Boardwalk）類似。 有批評指妙探尋兇只是個普通的邏輯推理遊戲，與Mastermind無異。 - 美國《妙探尋兇》官方網址 - 北美版妙探尋兇說明書 PDF 格式（页面存档备份，存于） - 妙探尋兇網頁 CluedoFan.com（页面存档备份，存于） 含歷史及其他遊戲介紹 - Android electron paper for game records – A simple android application to help you record the game. - Clue official website Hasbro (US site) - 50th Anniversary web site (at Archive.org) official 1999–2000 product line - Cluedofan.com— A detailed resource, including information on film & television productions - （页面存档备份，存于） at Cluedofan.com - TheArtofMurder.com（页面存档备份，存于） – A well organized and detailed site maintained by a US collector - Pete's CLUEDO fan site – A detailed site with component images from every edition of the game. - BoardGameGeek上的妙探尋兇 |

|        |      |  |                   |      |                      |  |   |  |
|        | †    |  |                   | 舞廳 |                      |  | ‡ |  |
| 廚房   | 溫室 |  |                   | 舞廳 |                      |  |   |  |
|        |      |  |                   | 舞廳 |                      |  |   |  |
|        |      |  |                   |      |                      |  |   |  |
|        | 飯廳 |  | 地窖 （兇案地點） |      | Billiard Room 桌球室 |  |   |  |
|        | 飯廳 |  | 地窖 （兇案地點） |      |                      |  |   |  |
| 圖書室 | 飯廳 |  | 地窖 （兇案地點） |      |                      |  |   |  |
|        |      |  |                   |      |                      |  |   |  |
|        |      |  | 大堂              |      |                      |  |   |  |
| 休息室 | 書房 |  |                   |      |                      |  |   |  |
| ‡      | †    |  |                   |      |                      |  |   |  |
|        |      |  |                   |      |                      |  |   |  |

| 遊戲開始時，在三疊卡面向下、分別代表兇手、兇器及行兇房間的卡中，各抽一張並放入紙卡袋中，其餘卡片分發給玩家。在遊戲中最先推測到該三張牌的玩家便勝出。 棋子在圖版上移動，擲出多少點骰子就移動多少格。與大部分遊戲不同，妙探尋兇最少要3名參與者，最多6名，因為只有6枚棋子。 遊戲的目的是要用「消去法」找出兇案的內情。當玩家走到某一房間時便可以提出「假設」，例如，當他走到圖書室，他可以說：「我認為是白太太於圖書室用繩勒死黑博士。」提出的假設必須剛好有一個嫌疑犯、一件凶器和代表玩者棋子本身所在的房間。被提及的人和物件依假設放到指定的位置，即是說白色棋子會被立即移到圖書室。 其他玩家只要手上有卡代表被提及的人或物件便可推翻假設。假設提出後，按順時針方向，第一個有提及的卡的人必須將卡顯示給提出假設的玩家看，以推翻他的假設。這個過程是保密的，其他玩家不知道被顯示的是哪張卡。每個參加者每一輪只可提出一個假設。 當玩家認為確定兇案內情（即是確定了袋內的三張卡），他可以提出「指控」。該玩家提出指控後可取出袋內的三張卡。如果正確，則該玩家勝出遊戲，否則就要出局，失去再提出指控和移動棋子的權利，但仍然要將自己的卡顯示給別的玩家看。 遊戲有趣的地方是提出指控的玩家可能就是兇手本人。但遊戲不會受影響，因為遊戲的目的是要找出兇案內情。 Cluedo除了使用消去法外，也可以帶有不少心理戰和運氣成分。 - 遊戲最重要的技巧是心理戰，例如在不違反遊戲規則下，在言談舉止間，以暗示或發放假訊息誤導對手。因為假設所有遊戲參與者的邏輯推理能力都正常且一致的話，如果缺乏了心理戰技巧，則這遊戲只是個純粹靠運氣的簡單推理遊戲。 - 如果將別的棋子移到自己所在的房間，有可能會為擁有該棋子的玩者製造機會，因為這樣等於協助別人快速移動棋子。 - 相反地，如果某玩者有前往某房間的意圖，別人可以藉以上的方法將該玩者拉走，制止該玩者前往目的地。 - 如果沒有人在假設時拿出卡片，那可能表示假設者估中了一張卡、或者估中兩張卡，甚至假設者為了混淆視聽而將自己本身已經有的三張卡提出假設。 - 如果某玩者用太過簡單的消去法，每次指控都只換一類物件（例如每次都換兇器），很容易被其他玩者看出端倪，從而被其他玩者推斷看過甚麼牌。 - 如果運氣不好，擲出骰子點數過低，就不能自主進入房間來進行指控，要靠別人將自己棋子拉來拉去。 - 在美國，一些用語因遊戲的普及而產生，例如「黃上將手握燭台在桌球室」（Colonel Mustard, in the Billiard Room, with the Candlestick），情形與源自大富翁的「石澳的酒店」（hotel on Boardwalk）類似。 有批評指妙探尋兇只是個普通的邏輯推理遊戲，與Mastermind無異。 - 美國《妙探尋兇》官方網址 - 北美版妙探尋兇說明書 PDF 格式（页面存档备份，存于） - 妙探尋兇網頁 CluedoFan.com（页面存档备份，存于） 含歷史及其他遊戲介紹 - Android electron paper for game records – A simple android application to help you record the game. - Clue official website Hasbro (US site) - 50th Anniversary web site (at Archive.org) official 1999–2000 product line - Cluedofan.com— A detailed resource, including information on film & television productions - （页面存档备份，存于） at Cluedofan.com - TheArtofMurder.com（页面存档备份，存于） – A well organized and detailed site maintained by a US collector - Pete's CLUEDO fan site – A detailed site with component images from every edition of the game. - BoardGameGeek上的妙探尋兇 |